# Коварж, Якуб
Я́куб Ко́варж  (чеш. Jakub Kovář; 19 июля 1988, Писек, Чехословакия) — чешский хоккеист, вратарь. Являлся игроком екатеринбургского «Автомобилиста» (2013—2016; 2017—2021) и череповецкой «Северстали» (2016—2017), выступающих в КХЛ. Занимает 4-е место по выигранным матчам среди всех вратарей в истории КХЛ (187). Воспитанник клуба «Писек». Брат Яна Коваржа.

## Карьера
Якуб Коварж начинал карьеру в 2002 году в своем родном городе Писек. Оттуда в 2005 году перешёл в юниорскую команду «Ческе Будеёвице», за которую выступал в течение следующих двух лет. В 2006 году был выбран на Драфте НХЛ в четвёртом раунде под общим 109 номером командой «Филадельфия Флайерз». С 2007 года выступал за команды хоккейной лиги Онтарио «Ошава Дженералз» и «Уинсор Спитфайрз». В сезоне 2008/09 вернулся в «Ческе Будеёвице» и сыграл за команду в общей сложности 23 игры в Экстралиге, тем самым помог спасти клуб от вылета в первую лигу.
Сезон 2009/10 Коварж провёл поочерёдно в «Ческе Будеёвице» и в аренде в клубе второго дивизиона «Табор». В сезоне 2010/11 провёл за «Ческе Будеёвице» 58 игр (52 в регулярном чемпионате и 6 в плей-офф).
В январе 2013 года продлил контракт на два года c «Ческе Будеёвице», но в мае этого же года, воспользовавшись пунктом в контракте, переехал в КХЛ, подписав соглашение на два года с «Автомобилистом». После трёх сезонов в Екатеринбурге, в 2016 году из-за конфликта с главным тренером «Автомобилиста» Андреем Разиным, перешёл в череповецкую «Северсталь». Отыграв один сезон в «Северстали» вернулся в «Автомобилист».
20 января 2019 года Якуб Коварж принял участие в матче всех звёзд КХЛ в составе дивизиона Харламова.
23 января 2019 года Коварж установил рекорд КХЛ по количеству побед в одном сезоне для вратарей. Отстояв на «ноль» в поединке с челябинским «Трактором» он одержал 34 победу в 41-м матче. Предыдущее достижение принадлежало финскому голкиперу Карри Рямё (33 победы в 44 матчах). По итогам регулярного чемпионата КХЛ 2018/19 Коварж провел 50 матчей, одержав в них 38 побед.

## Статистика

### Карьера в КХЛ
Обновлено на конец сезона 2020/2021
|             |              |             | Регулярный сезон | Регулярный сезон | Регулярный сезон | Регулярный сезон | Регулярный сезон | Регулярный сезон | Регулярный сезон | Регулярный сезон | Плей-офф | Плей-офф | Плей-офф | Плей-офф | Плей-офф | Плей-офф | Плей-офф | Плей-офф |
| Сезон       | Команда      | Лига        | Игр              | В                | П                | Мин              | ПШ               | «0»              | КН               | %                | Игр      | В        | П        | Мин      | ПШ       | «0»      | КН       | %        |
| ----------- | ------------ | ----------- | ---------------- | ---------------- | ---------------- | ---------------- | ---------------- | ---------------- | ---------------- | ---------------- | -------- | -------- | -------- | -------- | -------- | -------- | -------- | -------- |
| 2013/14     | Автомобилист | КХЛ         | 48               | 20               | 18               | 2804             | 94               | 6                | 2.01             | 93.1             | 4        | 0        | 4        | 276      | 12       | 0        | 2.61     | 89.3     |
| 2014/15     | Автомобилист | КХЛ         | 60               | 23               | 28               | 3513             | 129              | 8                | 2.20             | 92.3             | 5        | 1        | 4        | 300      | 11       | 1        | 2.19     | 92.9     |
| 2015/16     | Автомобилист | КХЛ         | 42               | 14               | 17               | 2349             | 91               | 1                | 2.32             | 91.4             | 2        | 1        | 1        | 75       | 4        | 0        | 3.19     | 90.7     |
| 2016/17     | Северсталь   | КХЛ         | 55               | 20               | 27               | 3080             | 126              | 2                | 2.45             | 91.5             | —        | —        | —        | —        | —        | —        | —        | —        |
| 2017/18     | Автомобилист | КХЛ         | 47               | 23               | 16               | 2750             | 103              | 4                | 2.25             | 92.6             | 5        | 2        | 3        | 298      | 11       | 0        | 2.22     | 92.3     |
| 2018/19     | Автомобилист | КХЛ         | 50               | 38               | 9                | 2958             | 88               | 8                | 1.78             | 93.9             | 9        | 5        | 4        | 530      | 17       | 2        | 1.92     | 92.7     |
| 2019/20     | Автомобилист | КХЛ         | 47               | 26               | 15               | 2686             | 97               | 5                | 2.17             | 93.1             | 5        | 1        | 4        | 320      | 9        | 0        | 1.69     | 93.5     |
| 2020/21     | Автомобилист | КХЛ         | 51               | 23               | 21               | 2909             | 107              | 8                | 2.21             | 92.4             | 5        | 1        | 4        | 323      | 15       | 0        | 2.78     | 91.8     |
| Всего в КХЛ | Всего в КХЛ  | Всего в КХЛ | 400              | 187              | 151              | 23049            | 835              | 42               | 2.17             | 92.6             | 35       | 11       | 24       | 2124     | 79       | 3        | 2.23     | 92.2     |

## Достижения

### Командные
- Бронзовый призёр чемпионата мира среди юниоров 2006
- Бронзовый призёр чемпионата мира 2011 и 2012

### Личные
- Лучший вратарь Экстралиги 2011 по количеству побед (29 побед) и по проценту отражённых бросков (94.7%)
- Лучший вратарь Экстралиги 2011 по коэффициенту надёжности (2.0 гола за игру) и по проценту отражённых бросков (93.5%)
- Лучший вратарь КХЛ 2015 по количеству сухих матчей (8 игр на ноль)
- Рекордсмен КХЛ по количеству побед за сезон (38 побед в сезоне 2018/19)
- Участник матча звёзд КХЛ 2015, 2019, 2020
- Лучший вратарь КХЛ 2021 по количеству сухих матчей (8 игр на ноль)